# Сариоба (станційне селище)
Сариоба́ (каз. Сарыоба) — станційне селище у складі Аршалинського району Акмолинської області Казахстану. Входить до складу Сарабінського сільського округу.
Населення — 379 осіб (2021; 685 у 2009, 686 у 1999, 598 у 1989).
Національний склад станом на 1989 рік:
- росіяни — 51 %;
- казахи — 27 %.